# Yarram Airport
Yarram Airport är en flygplats i Australien. Den ligger i kommunen Wellington och delstaten Victoria, omkring 180 kilometer sydost om delstatshuvudstaden Melbourne. Yarram Airport ligger 19 meter över havet.
Trakten är glest befolkad. Närmaste större samhälle är Yarram, nära Yarram Airport. 
I omgivningarna runt Yarram Airport växer i huvudsak städsegrön lövskog. Genomsnittlig årsnederbörd är 1 069 millimeter. Den regnigaste månaden är juni, med i genomsnitt 164 mm nederbörd, och den torraste är januari, med 44 mm nederbörd.